# Младен Стоянов
Младен Стоянов Георгиев-Островски е политик от БКП.

## Биография

### Преди 9 септември 1944 г.
Младен Стоянов е роден на 17 февруари 1896 година в село Искрец. Още на 14 години започва да работи в каменната мина в село Церово. През 1912 г. става строителен работник в София. Наборната си служба отбива в санитарна рота. Взема участие в Първата световна война. Между 1918 и 1919 е санитар в Ловеч. От 1919 до 1920 работи в Държавния санаториум за гръдоболни в родното си село Искрец. От 1921 е член на БКП (т.с.) и секретар на новооснованата партийна организация в родното му село. На следващата година участва във възстановяването на Рудничарския съюз в Перник. Сътрудничи на вестниците „Санитарен работник“ и „Медико-санитарен работник“. През 1923 година участва в подготовката на Септемврийското въстание, а след неуспеха му емигрира в Югославия. Там остава до 1924 и става член на ЦК на БКП. След атентата в катедралата „Св. Неделя“ е арестуван, но бяга. Осъден е задочно на 12 и половина години затвор. От 1925 до 1926 е член на Изпълнителното бюро на ЦК на БКП (т.с.), на Задграничното бюро на ЦК на БКП (1927 – 1928) и политически секретар на БКП (1928 – 1929).
Тогава е арестуван отново и осъден на 15 години затвор и вкаран във Видинския затвор. Успява да избяга от там през 1932 и заминава за СССР. Там влиза в съветското контраразузнаване в Коми. По време на Втората световна война е политически агитатор сред пленените германски войници.

### След 9 септември 1944 г.
През 1948 се завръща в България. Работи като директор на ДИП „Елхим“, на държавното индустриално обединение „Строителни материали“. От 1954 е член на ЦК на БКП, а от 1956 завежда отдел „Промишлен“ при ЦК на БКП. В периода 7 юни 1958 – 5 ноември 1962 е кандидат-член на Политбюро на ЦК на БКП. Изваден е от ЦК на БКП през 1969 година. От 1954 до 1969 е народен представител. В периода 1962 – 1967 е член на Бюрото на Националния съвет на Отечествения фронт, а от 1967 до 1969 и негов заместник-председател. С указ № 537 от 7 септември 1964 г. е обявен за герой на социалистическия труд. Носител е на 4 ордена „Георги Димитров“. Умира на 11 декември 1969 г. в София.